# Distribuzione cosmopolita
In biogeografia, si dice che un organismo vivente abbia una distribuzione cosmopolita quando il suo areale si estende in quasi tutto il mondo.
Inteso letteralmente, il termine dovrebbe essere ristretto agli organismi presenti in tutti i continenti, compreso l'Antartide, ma in tale accezione sarebbe riferibile solo a poche specie di organismi commensali e di crittogame inferiori.
Più frequentemente il termine è applicato in maniera più estensiva per indicare che un organismo è presente in tutti continenti eccetto l'Antartide.
Il termine può riferirsi non solo a una singola specie, ma anche a taxa di rango tassonomico superiore (genere, famiglia, ordine, etc.). 
Per esempio, molte famiglie di piante, tra cui Asteraceae, Orchidaceae, Poaceae, Rosaceae, solo per citare alcune delle più note, hanno una distribuzione estesa ai cinque continenti. Analogamente, nel regno animale possiamo citare come esempio l'ordine cosmopolita dei Roditori, numerose famiglie di uccelli come gli Anatidi, i Columbidi, i Passeridi, molte famiglie di insetti come le api o le formiche.
Va inoltre precisato che attribuire a un taxon una distribuzione cosmopolita non significa affermare che esso sia distribuito in ogni regione di ogni singolo continente: la sua presenza può essere significativamente limitata dalla disponibilità di habitat appropriati. 
Per esempio, il falco pellegrino, considerando l'insieme delle aree di nidificazione, di quelle di svernamento e di quelle di estivazione, può essere indubbiamente considerata una specie cosmopolita; tuttavia la sua presenza nei diversi continenti è limitata alle aree che soddisfano le sue esigenze in materia di habitat. 
Alcuni taxa con ampia distribuzione geografica possono essere totalmente assenti da una grande area regionale. È il caso, per esempio, dei rospi della famiglia Bufonidae, ampiamente diffusi in America, Europa, Africa e Asia ma assenti dalla zona australasiana, a sud della linea di Wallace, e dal Madagascar. In simili casi si parla di taxon subcosmopolita, per sottolineare il carattere incompleto di una pur ampia distribuzione. Come esempio di pianta subcosmopolita,  si può citare la pianta acquatica Wolffia arrhiza, una delle più piccole piante vascolari esistenti, ampiamente diffusa in tutti i continenti ma assente in America del Sud.
Il concetto di distribuzione cosmopolita può essere riferito anche agli organismi marini. Contrariamente a quello che si può essere portati a pensare, gli oceani non costituiscono un territorio privo di confini; al loro interno esistono molte barriere fisiche e biologiche che limitano la diffusione delle specie. Per esempio, i notevoli gradienti di temperatura impediscono la migrazione delle specie tropicali tra l'oceano Atlantico e gli oceani Indiano e Pacifico, nonostante l'ampia area di contatto tra i due bacini. Analogamente, il Mar Glaciale Artico e l'Oceano antartico, pur accomunati da condizioni ambientali molto simili, sono completamente isolati l'uno dall'altro dalla invalicabile barriera termica delle acque tropicali. Nonostante tali considerazioni, esistono numerose specie marine, per esempio alcuni grossi cetacei come il capodoglio o l'orca, che presentano una distribuzione cosmopolita.
Resta infine da notare che l'uomo, specie essa stessa cosmopolita, contribuisce significativamente, attraverso introduzioni intenzionali o accidentali, all'espansione mondiale di specie originariamente circoscritte, che di per sé non avrebbero capacità di dispersione a lunga distanza. Il fenomeno riguarda un cospicuo numero di specie introdotte, sia animali che vegetali, alcune delle quali sono divenute specie invasive. In molti casi, una specie aliena che si adatta a un nuovo habitat ne altera l'equilibrio, entrando in competizione con una o più specie autoctone; in alcuni casi, la specie alloctona può prendere il sopravvento, portando le popolazioni autoctone all'estinzione.